# Bettina Elmpt
Bettina Elmpt (* 1956 in Düsseldorf) ist eine deutsche Bildhauerin und Objektkünstlerin.

## Biografie
Elmpt studierte von 1979 bis 1986 Bildhauerei an der Kunstakademie Düsseldorf. Sie widmete ihr Schaffen „architektonischen Gewändern“, den „drei Häuten des Menschen“ (Architektur, Kleidung und Haut) sowie der Wahrnehmung von Zeit und Raum und von Dinghaftigkeit. Zu diesen Themen schuf sie Aufführungen, Installationen, Projektionen und Ausstellungen,   
1983 bekam sie vom Kultusministerium des Landes Nordrhein-Westfalen ein Stipendium für einen Aufenthalt in Paris. 1986 wurde sie mit einem Stipendium des Project Civitella d’Agliano ausgezeichnet. 1990 bekam sie ein Arbeitsstipendium des Berliner Senats für kulturelle Angelegenheiten. 1991 war sie Preisträgerin des Wettbewerbs „Kunst und Ordnung“ der Firma ELBA. 1992 ASS. 1992 wurde sie zudem mit dem Förderpreis der Kahnweiler-Stiftung ausgezeichnet. 1997 bekam sie das Stipendium des Künstlerdorfes Schöppingen e.V. Es folgten weitere Ausstellungen in Deutschland sowie in Brüssel und Seoul. Ab 2007 schuf Elmpt insbesondere „Architektonische Gewänder für Mobiliar“.

## Ausstellungen (Auswahl)
- Kunstverein Region Heinsberg 1992
- Neuer Aachener Kunstverein 1992
- Württembergischer Kunstverein, Stuttgart 1993
- Akademie Schloss Solitude 1993
- Landeskunstwochen Baden-Württemberg 1993
- Festival de toutes les cultures, Paris 1995
- Belleville Milieu du Monde, Paris 1995
- „Ganz unten“, Schöppingen 1997
- „Hohlwege“, Schöppingen 1998
- „Das Fest“, MKV, Düsseldorf 1998
- „Innen-Außen“, Kunstverein Aalen 1998
- »Des femmes (…), des artistes (…), des reseaux«, Brüssel, 2002
- „Han-Fluß-Rhein“, Seoul-Düsseldorf, Ssamziespace, Seoul 2003
- Arteversum, Düsseldorf 2008
- Onomato, Düsseldorf 2010
- Hutfabrik Luckenwalde, die Dinge 6 2014
- exada, Düsseldorf, 2016.[2]